# Championnats du monde de boxe amateur 1986
Navigation
Édition précédente Édition suivante
Les 4e championnats du monde de boxe amateur masculins se sont déroulés du 8 mai au 18 mai 1986 à Reno, États-Unis, sous l'égide de l'AIBA (Association Internationale de Boxe Amateur).

## Résultats

### Podiums
| Catégories                    | Or                 | Argent              | Bronze                              |
| Poids mi-mouches (-48 kg)     | Juan Torres Odelin | Luis Román Rolón    | José Rodrigues Oh Kwang-Soo         |
| Poids mouches (-51 kg)        | Pedro Reyes        | David Griman        | Eyüp Can János Váradi               |
| Poids coqs (-54 kg)           | Moon Sung-kil      | Rene Breitbarth     | Yuriy Aleksandrov Arnaldo Mesa      |
| Poids plumes (-57 kg)         | Kelcie Banks       | Jesús Sollet        | Tomasz Nowak Andreas Zülow          |
| Poids légers (-60 kg)         | Adolfo Horta       | Engels Pedroza      | Orzubek Nazarov Emil Tchuprenski    |
| Poids super-légers (-63,5 kg) | Vasiliy Shishov    | Howard Grant        | Borislav Abadzhiev Mirko Puzovic    |
| Poids welters (-67 kg)        | Kenneth Gould      | Candelario Duvergel | Tibor Molnár Torsten Schmitz        |
| Poids super-welters (-71 kg)  | Ángel Espinosa     | Enrico Richter      | Manvel Avetisyan Lotfi Ayed         |
| Poids moyens (-75 kg)         | Darrin Allen       | Henry Maske         | Henryk Petrich Julio Quintana       |
| Poids mi-lourds (-81 kg)      | Pablo Romero       | Loren Ross          | Dejan Kirilov Damir Škaro           |
| Poids lourds (-91 kg)         | Félix Savón        | Arnold Vanderlijde  | Michael Bentt Svilen Rusinov        |
| Poids super-lourds (+91 kg)   | Teófilo Stevenson  | Alexander Garcia    | Biagio Chianese Vyacheslav Yakovlev |

### Tableau des médailles
| Place | Pays               | Médaille d'or, monde | Médaille d'argent, monde | Médaille de bronze, monde | Total |
| ----- | ------------------ | -------------------- | ------------------------ | ------------------------- | ----- |
| 1     | Cuba               | 7                    | 2                        | 2                         | 11    |
| 2     | États-Unis         | 3                    | 1                        | 1                         | 5     |
| 3     | Union soviétique   | 1                    | 0                        | 4                         | 5     |
| 4     | Corée du Sud       | 1                    | 0                        | 1                         | 2     |
| 5     | Allemagne de l'Est | 0                    | 3                        | 2                         | 5     |
| 6     | Venezuela          | 0                    | 2                        | 0                         | 2     |
| 7     | Canada             | 0                    | 1                        | 0                         | 1     |
| 7     | Pays-Bas           | 0                    | 1                        | 0                         | 1     |
| 9     | Bulgarie           | 0                    | 0                        | 4                         | 4     |
| 10    | Hongrie            | 0                    | 0                        | 2                         | 2     |
| 10    | Pologne            | 0                    | 0                        | 2                         | 2     |
| 10    | Yougoslavie        | 0                    | 0                        | 2                         | 2     |
| 13    | Brésil             | 0                    | 0                        | 1                         | 1     |
| 13    | Italie             | 0                    | 0                        | 1                         | 1     |
| 13    | Suède              | 0                    | 0                        | 1                         | 1     |
| 13    | Turquie            | 0                    | 0                        | 1                         | 1     |
| Total | 16 pays médaillés  | 12                   | 10                       | 24                        | 46    |